# فيلجويف - ليو لاغرانج (مترو باريس)
فيلجويف - ليو لاغرانج (بالفرنسية: Villejuif – Léo Lagrange)‏ هي محطة مترو تابعة لمترو باريس تقع في فرنسا في فيلجويف.[بحاجة لمصدر]